# Carles Fèlix I de Sardenya
Carles Fèlix I de Sardenya (Torí, Regne de Sardenya-Piemont 1765 - íd. 1831) fou el duc de Savoia i rei de Sardenya des de l'any 1821 fins a l'any 1831.
Amb la mort de Carles Fèlix sense descendència directa s'acabà la branca principal de la Casa de Savoia.

## Orígens familiars
Va néixer el 6 d'abril de 1765 al Palau Reial de la ciutat de Torí, capital en aquells moments del Regne de Sardenya-Piemont, essent fill del rei Víctor Amadeu III de Sardenya i la infanta Maria Antònia d'Espanya. Era net per via paterna del rei Carles Manuel III de Sardenya i Polixena Christina de Hessen-Rotenburg i per via materna del rei Felip V d'Espanya i Isabel de Farnesi.
Fou germà dels també reis Carles Manuel IV i Víctor Manuel I de Sardenya i cunyat dels reis Lluís XVIII i Carles X de França així com d'Antoni I de Saxònia.

## Núpcies i descendents
Es casà el 7 de març de 1807 "per poders" a la ciutat de Palerm, casament ratificat finalment el 6 d'abril del mateix any a la ciutat de Torí, amb la princesa Maria Cristina de Borbó-Dues Sicílies, filla del rei Ferran I de les Dues Sicílies i de l'arxiduquessa Maria Carolina d'Àustria. La parella, però, no tingué fills.

## Ascens al tron
El 1796 fou nomenat virrei de Sardenya per part del seu germà Carles Manuel IV, càrrec que ocupà fins al 1802 i que novament reprengué entre 1814 i 1821. Aquell any arribà al tron de Sardenya de forma inesperada. L'any 1801 havia abdicat el seu germà gran, el rei Carles Manuel IV de Sardenya, sense descendència, i l'any 1821 abdicà el nou rei Víctor Manuel I de Sardenya deixant únicament quatre filles i, per tant, la Corona passà al seu parent home més pròxim, el seu germà Carles Fèlix.
Durant 10 anys Carles Fèlix governà el Piemont-Sardenya afavorint la industrialització i el liberalisme, molt potent d'ençà de la llarga ocupació napoleònica del país. A ell se li deu la composició pel compositor torinès Giuseppe Gabetti de l'himne reial que s'interpreta en els actes oficials fins a la proclamació de la República el 1946.

## Problema successori
Morí sense descendència el 27 d'abril de 1831 sense descendència a la ciutat de Torí, sent enterrat posteriorment a l'abadia d'Hautecombe. La seva mort comportà un problema successori de primer ordre, però la corona fou ocupada pel membre de la Dinastia Savoia de més edat, el seu cosí Carles Albert de Savoia-Carignan.

## Honors
Gran Mestre de l'orde Suprem de la Santíssima Anunciació
 Gran Mestre de l'orde de Sant Maurici i Sant Llàtzer
 Gran Mestre de l'orde Militar de Savoia
 Cavaller de l'orde del Toisó d'Or (Àustria)
 Cavaller de l'Insigne i Reial orde de Sant Gener (Regne de les Dues Sicílies)
 Gan Creu de Cavaller del Reial Orde de Sant Ferran i del Mèrit (Regne de les Dues Sicílies)